# Historia económica de Marruecos
La historia económica de Marruecos ha sido trazada en gran medida por el gobierno nacional a través de una serie de planes quinquenales (de 5 años). La planeación centralizada ha dado paso gradualmente a una privatización moderada y a reformas económicas neoliberales.

## Años 1960
Durante los años 1960 Marruecos instituyó una serie de planes de desarrollo para modernizar la economía e incrementar la producción. La inversión neta en el plan de cinco años de 1960 a 1964 fue acerca de $1.3 billones. El plan llamó a una tasa de crecimiento de 6,2%, pero para el 1964 la tasa de crecimiento había alcanzado solamente el 3%. Un nuevo plan a tres años (1965 a 1967) dirigió una tasa de crecimiento anual de 3,7%. El plan enfatizó el desarrollo y la modernización del sector agricultor de Marruecos. El plan de desarrollo a cinco años del 1968 al 1972 demandó una mayor agricultura y riego. El desarrollo de la industria de turismo también ocupó un lugar destacado en el plan. El objetivo era alcanzar una tasa de crecimiento anual del 5% en el PIB; de hecho, la tasa de crecimiento real superó el 6%.[cita requerida]

## Años 1970
La inversión durante los años 1970 incluyó la industria y el desarrollo turístico. El plan de cinco años para 1973 a 1977 previó un verdadero crecimiento económico de 7,5% anual. Las industrias señaladas para el desarrollo incluyen productos químicos (especialmente ácido fosfórico), la producción de fosfato, productos de papel y la fabricación de metal. También se hizo hincapié en el desarrollo turístico. En 1975, el rey Hassan II anunció un aumento del 50% en los objetivos de inversión para permitir los efectos de la inflación. El plan de 1975 a 1980 fue de una estabilización y reducción de personal, diseñado para mejorar la balanza de pagos de la posición de Marruecos, pero el alcance de la tasa de crecimiento anual de 4% fue decepcionante.[cita requerida]

## Años 1980
El ambicioso plan de cinco años para 1981 a 1985, con un costo estimado de más de $18 billones, se dirige a una tasa de crecimiento de 6.5% anual. La prioridad principal del plan era crear unos 900,000 puestos de trabajo nuevos y para formar a los directivos y trabajadores en técnicas agrícolas e industriales modernas. Otros objetivos principales fueron el incrementar la producción en la agricultura y la pesca para hacerse un país autosuficiente en comida, y para desarrollar energía (mediante la construcción de más instalaciones hidroeléctricas y por la búsqueda de más petróleo y otros combustibles fósiles) industria y turismo para permitir a Marruecos disminuir su dependencia de los préstamos extranjeros. El plan requería una importante expansión de las tierras de riego, por el aumento de proyectos de obras públicos, como hospitales y escuelas, y para la descentralización económica y el desarrollo regional a través de la construcción de 25 nuevos parques industriales fuera de la zona costera Casablanca-Kénitra llena de gente. Las propuestas de mejoras de infraestructura incluyen la línea de ferrocarril de $2 billones de Marrekech a El Aaiún; un nuevo puerto pesquero en Ad-Dakjla, cerca de Argoub en el Sahara Occidental; y un complejo de puente-túnel a través del estrecho de Gibraltar para enlazar Marruecos directamente con España. Los proyectos industriales grandes incluyen plantas de ácido fosfórico, refinerías de azúcar, minas para explotar el cobalto, carbón, plata, plomo y depósitos de cobre, y el desarrollo del esquisto bituminoso.

## Años 1990
Las políticas económicas marroquíes trajeron estabilidad macroeconómica al país a principios de 1990, pero no estimularon el crecimiento suficiente para reducir el desempleo a pesar de los esfuerzos en curso del gobierno marroquí para diversificar la economía.
Desde principios de 1990, Marruecos ha puesto en marcha un importante programa de reestructuración económica con vistas a elevar los niveles de vida, reduciendo el desempleo e impulsando el crecimiento. Para alcanzar estos objetivos, los gobiernos sucesivos han hecho esfuerzos para atraer inversión nacional y extranjera, lo que los ha obligado a hacer frente a una serie de otros problemas - tales como la reducción de la burocracia y corrupción, la actualización del sistema financiero y la privatización de las telecomunicaciones, el agua y la energía.
Mientras tanto, hacer retroceder el estado en términos de reducción del gasto público también ha sido una prioridad, junto con la reforma del mercado laboral. Ambos han sido elogiados por organismos internacionales como el FMI y el banco mundial, pero han dado lugar a enfrentamientos frecuentes entre los sindicatos y el gobierno, que desde 1998 ha sido dominado de centro-izquierda.
El FMI, el Banco Mundial y el Club de París respaldaron programas de ajuste estructural seguido por la administración a primera vista de la convertibilidad del dirham (moneda árabe) establecida para transacciones por cuenta corriente en 1993. Esto marcó el comienzo de una reestructuración gradual del sector financiero, que a partir de 1994 fue acompañada por la liberación progresiva de las importaciones básicas de elementos. En 1995, el código de inversión fue reformado, y en 1996 fue firmado un Acuerdo de Asociación con la Unión Europea (UE). Este entró en vigor en el 2000, con el tiempo de la Unión Europea establecido como el principal socio comercial de país - teniendo un 75% de las exportaciones de Marruecos y proporcionando el 60% de sus importaciones. Francia por sí sola representa alrededor de un cuarto de las importaciones del país y un tercio de sus exportaciones.
Mientras tanto, el programa de privatización cobró impulso en 1999 y 2000 con la venta de un 35% en participación en las telecomunicaciones Maroc (MT), el proveedor de telecomunicaciones. Marruecos fue uno de los primeros países árabes en comenzar un programa de compensaciones venta-estatales, y tiene uno de los programas más ambiciosos, con 114 empresas identificadas en venta en 1993. Sin embargo, el progreso ha sido lento desde entonces, y el programa se estancó de nuevo poco después de la inversión del MT fuera del país. Ahora se espera que la venta del 16% se invierta en la MT, la tabacalera estatal, varias empresas de azúcar y en un embrague de instalaciones de generación de energía y la gestión del agua revitalizará el programa.
Las condiciones de sequía deprimieron la actividad en el sector agricultor clave, y contribuyeron a una desaceleración económica en 1999. Las lluvias favorables han llevado a Marruecos a un crecimiento del 6% para el 2000. Los desafíos a largo plazo formidables incluyen: servicio de la deuda externa, preparar la economía para el libre comercio con la Unión Europea; y la mejora educativa y la atracción de inversión extranjera para mejorar los niveles de vida y las perspectivas de empleo para la población juvenil de Marruecos.[cita requerida]

## Años 2000
La estabilidad macroeconómica, junto con el crecimiento económico relativamente bajo, caracteriza la economía de Marruecos desde el 2000 al 2005. El gobierno introdujo un número de reformas económicas importantes en ese período. La economía, sin embargo, permaneció siendo demasiado dependiente del sector agrícola. El desafío económico principal de Marruecos era acelerar el crecimiento con el fin de reducir los altos niveles de desempleo.[cita requerida]
La deuda externa se situó en alrededor de $19 billones en 2002, pero el país tenía fuertes reservas de divisas y gestión de la deuda externa activa, que fue lo que le permite pagar sus deudas externas. El gobierno continuó la liberación del sector de las telecomunicaciones en 2002, así como las reglas para la exploración de petróleo y gas. Este proceso se inició con la venta de una segunda licencia GSM en 1999. En 2013, el gobierno estaba usando los ingresos de las privatizaciones para financiar el aumento del gasto. Aunque la economía de Marruecos creció en la primera década de los 2000, no fue suficiente para reducir significativamente la pobreza.
A través de un ancla de tipo de cambio y de la política monetaria bien administrada, Marruecos ha mantenido las tasas de inflación a nivel de los países industriales en la última década. La inflación en el 2000 y 2001 estaban por debajo del 2%. Pese a las críticas entre los exportadores de que el dirham ha llegado a ser mal sobre evaluado, el déficit por cuenta corriente sigue siendo modesto. Las reservas de divisas eran fuertes, con más de $ 7 billones en reservas a fines del 2001. La combinación de fuertes reservas de divisas y gestión de la deuda externa activa da a Marruecos la capacidad para pagar su deuda. La deuda externa actual se sitúa en alrededor de $ 16,6 billones.
El crecimiento económico, sin embargo, ha sido errático y relativamente lento, en parte debido a un exceso de confianza en el sector agrícola. La producción agrícola es extremadamente susceptible a los niveles de lluvia y oscila entre 13% a 20% del PIB. Dado que el 36% de la población de Marruecos depende directamente de la producción agrícola, las sequías tienen un efecto severo multiplicador en la economía. Dos años consecutivos de sequía llevaron a una pendiente del 1% en el PIB real en 1999 y al estancamiento en el 2000. Las mejores lluvias durante el 2000 al 2001 llevaron a una temporada de crecimiento que condujo a una tasa de crecimiento de 6.5% en el 2001. El crecimiento en el 2006 superó el 9% gracias a un mercado inmobiliario en auge.[cita requerida]
El punto de la industria marroquí más fuerte es la minería de fosfato cerca de Khouribga en el Sáhara Occidental. Marruecos cuenta con aproximadamente dos tercios de las reservas mundiales de fosfato. Las empresas mineras de fosfato emplean sólo el 2% de la población, pero la minería de fosfato es responsable de la mitad de los ingresos de la nación.[cita requerida]
El gobierno nacional introdujo una serie de reformas estructurales en la primera década del siglo 21. Las reformas más prometedoras han estado en la liberalización del sector de las telecomunicaciones. En el 2001, el proceso continuó con la privatización del 35% del operador estatal Maroc Telecom. Marruecos ha anunciado planes para vender dos licencias fijas en 2002. Marruecos  también ha liberalizado las reglas para la exploración de petróleo y gas, y ha otorgado concesiones para muchos servicios públicos en las principales ciudades. El proceso de licitación en Marruecos se está volviendo cada vez más transparente. Muchos creen, sin embargo, que el proceso de reforma económica debe ser acelerado con el fin de reducir el desempleo urbano por debajo de las tasas actuales que están por encima del 20%.[cita requerida]
El Senado de Estados Unidos ratificó la Ley de Implementación del Tratado de Libre Comercio entre Estados Unidos y Marruecos por un voto de 85 a 13 el 21 de julio de 2004. Marruecos también ha firmado un acuerdo de libre comercio con la Unión Europea que ha de entrar en vigor antes de 2010.

## Desarrollo
Durante los últimos 30 años, Marruecos se ha embarcado en un programa gradual pero sólido de desarrollo humano y de liberación política. Desde la década de 1970, el ingreso nacional bruto por persona se ha más que cuadriplicado desde $550 a $2,770. La esperanza de vida promedio ha incrementado de 55 años en 1970 a 72.5 en 2007. Durante el mismo período, el número de hijos promedio por mujer se ha visto dramáticamente disminuido de 6.3 a 2.3 mientras que el número de niños que mueren antes de cumplir un año ha bajado de 115 a 38 (por 100,000 nacidos vivos). Las mejoras educativas sustanciales durante los últimos 30 años incluyen un aumento de la matrícula escolar primaria neta de 47 a 93.5 por ciento en 2007/08. El acceso al agua potable se está expandiendo con especial rapidez con acceso casi universal al agua potable en las zonas urbanas donde 83 por ciento de los hogares están conectados a servicios de red fiable y el resto depende de fuentes públicas y de proveedores.

## Otras lecturas
- Stewart, Charles F. The Economy of Morocco, 1912-1962. Harvard University Press: 1967.